# Love Me (film 1918)
Love Me  è un film muto del 1918 diretto da Roy William Neill (con il nome R. William Neill).

## Produzione
Il film fu prodotto dalla Thomas H. Ince Corporation sotto la supervisione di Thomas H. Ince.

## Distribuzione
Distribuito dalla Famous Players-Lasky Corporation e Paramount Pictures, il film - presentato da Thomas H. Ince - uscì nelle sale cinematografiche USA il 18 marzo 1918.